# Diözese Exeter
Die Diözese Exeter (lateinisch Dioecesis Exoniensis) ist eine Diözese in der Kirchenprovinz Canterbury der anglikanischen Church of England mit Sitz in Exeter. Bis zur englischen Reformation war es eine römisch-katholische Diözese.

## Geschichte

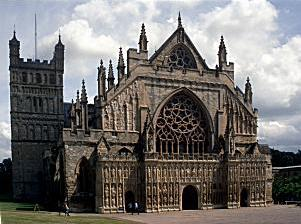
Kathedrale von Exeter

Die Diözese Exeter geht zurück auf das Bistum Crediton, das im Jahr 909 aus Gebietsabtretungen des Bistums Sherborne errichtet wurde. Im Jahr 1050 wurde der Bischofssitz von Crediton nach Exeter verlegt. Im Jahr 1112 wurde unter Bischof Robert Warelwast mit dem Bau der Kathedrale begonnen, die im 14. Jahrhundert unter Bischof John Grandison vollendet wurde.
Der letzte römisch-katholische Bischof, James Turberville, wurde im Jahre 1559 von Königin Elisabeth I. abgesetzt.
Das katholische Bistum Exeter war dem Erzbistum Canterbury als Suffraganbistum unterstellt. Es umfasste die Grafschaften Cornwall und Devon und gliederte sich in vier Archidiakonate: Exeter, Cornwall, Totnes und Barnstaple.
1877 wurde das Archidiakonat Conwall abgetrennt, um die eigenständige Diözese Truro zu bilden.
Die Katholiken in der Region gehören heute zum 1850 errichteten Bistum Plymouth.

## Organisation
Neben dem Diözesanbischof gibt es zwei Suffraganbischöfe in Crediton und Plymouth.
Archidiakonate gibt es für Barnstaple, Exeter, Plymouth und Totnes.